# Sturkö
Sturkö is een plaats in de gemeente Karlskrona in het landschap Blekinge en de provincie Blekinge län in Zweden. De plaats heeft 1293 inwoners (2005) en een oppervlakte van 581 hectare. De plaats ligt op het gelijknamig eiland Sturkö dat via een brug is te bereiken.